# Oligacantorínquids
Els oligacantorínquids (Oligacanthorhynchidae) són una família d'acantocèfals, l'única de l'ordre Oligacanthorhynchida.

## Característiques
Són cucs paràsits que s'aferren a la paret intestinal de vertebrats terrestres, incloent els humans. Mentre que alguns són microscòpics, d'altres, com Macracanthorhynchus hirudinaceus són molt grans, amb una mida de 60 cm.

## Gèneres i espècies
Echinorhynchus
- Echinorhynchus amphipacus Westrumb, 1821
- Echinorhynchus depressus Nitzsch, 1866
- Echinorhynchus hominis Leuckart, 1876
- Echinorhynchus magretti Parona, 1885
- Echinorhynchus pachyacanthus Sonsino, 1889
- Echinorhynchus putorii Molin, 1858

Macracanthorhynchus
- Macracanthorhynchus catulinus Kostylev, 1927
- Macracanthorhynchus hirudinaceus (Pallas, 1781)
- Macracanthorhynchus ingens (Linstow, 1879)

Neoncicola
- Neoncicola avicola (Travossos, 1917)
- Neoncicola bursata (Meyer, 1931)
- Neoncicola curvata (Linstow, 1897)
- Neoncicola novellae (Parona, 1890)
- Neoncicola pintoi (Machado, 1950)
- Neoncicola potosi (Machado, 1950)
- Neoncicola sinensis Schmidt & Dunn, 1974
- Neoncicola skrjabini (Morosow, 1951)

Nephridiorhynchus
- Nephridiorhynchus major (Bremser, 1811)
- Nephridiorhynchus palawanensis Tubangui, et al, 1938
- Nephridiorhynchus thapari Sen & Chauhan, 1972

Oligacanthorhynchus
- Oligacanthorhynchus aenigma (Reichensperger, 1922)
- Oligacanthorhynchus atrata (Meyer, 1931)
- Oligacanthorhynchus bangalorensis (Pujatti, 1951)
- Oligacanthorhynchus carinii (Travassos, 1917)
- Oligacanthorhynchus cati (Gupta & Lata, 1967)
- Oligacanthorhynchus circumplexus (Molin, 1858)
- Oligacanthorhynchus citilli (Rudolphi, 1806)
- Oligacanthorhynchus compressus (Rudolphi, 1802)
- Oligacanthorhynchus decrescens (Meyer, 1931)
- Oligacanthorhynchus erinacei (Rudolphi, 1793)
- Oligacanthorhynchus gerberi (Baer, 1959)
- Oligacanthorhynchus hamatus (Linstow, 1897)
- Oligacanthorhynchus iheringi Travassos, 1917
- Oligacanthorhynchus kamerunensis (Meyer, 1931)
- Oligacanthorhynchus kamtschaticus Hokhlova, 1966
- Oligacanthorhynchus lagenaeformis (Westrumb, 1821)
- Oligacanthorhynchus lamasi (Freitas & Costa, 1964)
- Oligacanthorhynchus lerouxi (Bisseru, 1956)
- Oligacanthorhynchus longissimus (Golvan, 1962)
- Oligacanthorhynchus major (Machado, 1963)
- Oligacanthorhynchus manifestus (Leidy, 1851)
- Oligacanthorhynchus manisensis (Meyer, 1931)
- Oligacanthorhynchus mariemily (Tadros, 1969)
- Oligacanthorhynchus microcephala (Rudolphi, 1819)
- Oligacanthorhynchus minor Machado, 1964
- Oligacanthorhynchus oligacanthus (Rudolphi, 1819)
- Oligacanthorhynchus oti * Oligacanthorhynchus pardalis (Westrumb, 1821)
- Oligacanthorhynchus ricinoides (Rudolphi, 1808)
- Oligacanthorhynchus shillongensis (Sen & Chauhan, 1972)
- Oligacanthorhynchus spira (Diesing, 1851)
- Oligacanthorhynchus taenioides (Diesing, 1851)
- Oligacanthorhynchus thumbi * Oligacanthorhynchus tortuosa (Leidy, 1850)
- Oligacanthorhynchus tumida (Van Cleve, 1947)

Oncicola
- Oncicola campanulata (Diesing, 1851)
- Oncicola canis (Kaupp, 1909)
- Oncicola chibigouzouensis Machado, 1963
- Oncicola confusus (Machado, 1950)
- Oncicola dimorpha Meyer, 1931
- Oncicola freitasi (Machado, 1950)
- Oncicola gigas Meyer, 1931
- Oncicola justatesticularis (Machado, 1950)
- Oncicola luehei (Travassos, 1917)
- Oncicola machadoi Schmidt, 1917
- Oncicola macrurae Meyer, 1931
- Oncicola malayanus Toumanoff, 1947
- Oncicola martini Schmidt, 1977
- Oncicola megalhaesi Machado, 1962
- Oncicola michaelseni Meyer, 1932
- Oncicola micracantha Machado, 1949
- Oncicola oncicola (Ihering, 1892)
- Oncicola paracampanulata Machado, 1963
- Oncicola pomatostomi (Johnston & Cleland, 1912)
- Oncicola schacheri Schmidt, 1972
- Oncicola signoides (Meyer, 1932)
- Oncicola spirula (Olferas, 1819)
- Oncicola travassosi Witenberg, 1938
- Oncicola venezuelensis Marteau, 1977

Pachysentis
- Pachysentis angolensis (Golvan, 1957)
- Pachysentis canicola Meyer, 1931
- Pachysentis dollfusi (Machado, 1950)
- Pachysentis ehrenbergi Meyer, 1931
- Pachysentis gethi (Machado, 1950)
- Pachysentis lenti (Machado, 1950)
- Pachysentis procumbens Meyer, 1931
- Pachysentis procyonis (Machado, 1950)
- Pachysentis rugosus (Machado, 1950)
- Pachysentis septemserialis (Machado, 1950)

Prosthenorchis
- Prosthenorchis elegans (Diesing, 1851)
- Prosthenorchis fraterna (Baer, 1959)
- Prosthenorchis lemuri Machado, 1950

Tchadorhynchus
- Tchadorhynchus quentini Troncy, 1970